# Église Saint-Pierre de Saint-Pierre-de-Plesguen
Pour les articles homonymes, voir Église Saint-Pierre.
L'église Saint-Pierre ou église Saint-Pierre - Saint-Firmin est une église catholique située à Mesnil-Roc'h, en France.

## Localisation
L'église est située dans le département d'Ille-et-Vilaine, sur la commune nouvelle de Mesnil-Roc'h, dans le bourg du village de Saint-Pierre-de-Plesguen, sur son point haut à une altitude de 82 m.

## Description
L'église Saint-Pierre a été construite au XVe et XVIe siècles. Elle se compose d'une nef à chevet droit et d'un transept. D'après une tradition, l'église aurait été construite par Pierre de Dreux, duc de Bretagne, au début du XIIIe siècle ce qui expliquerait la présence dans l'église des armes de Bretagne sur plusieurs parties de l'édifice (près d'une porte, dans la fenêtre du croisillon sud…) et l'existence d'un écusson de Bretagne en bannière (au-dessus de la porte ouest).
Le croisillon Sud était occupé jadis par l'ancienne chapelle des Ferron. La face est est percée d'une fenêtre en arc brisé, bouchée en 1812 et restaurée en 1887. Au nord du chœur se dresse une tour du XVIe siècle dont la base semble former une chapelle : cette tour est sommée d'une flèche en ardoises. Le mur Nord daterait de la fin du XIIe siècle. À l'intérieur, une arcade en arc brisé sépare la nef du chœur. On y voit de jolis autels en granit, dont l'un date du XVe siècle. La chapelle nord en haut de nef a été ouverte au XIXe siècle et la verrière du pignon occidental a été restaurée en 1887.

Les seigneurs du Rouvre, de La Jehardière, des Sauvagères-Hamon, de La Chesnaie-au-Porc, du Bois-Mandé, de La Chapelais et La Bordière disposaient chacun d'un droit d'enfeu dans l'église. On y trouve des dalles funéraires qui datent du XVIe siècle et qui ont été encastrées vers 1896 dans le pavé de l'église. Les seigneurs de la Chesnaie en Plesder y possédaient aussi deux pierres tombales armoriées.

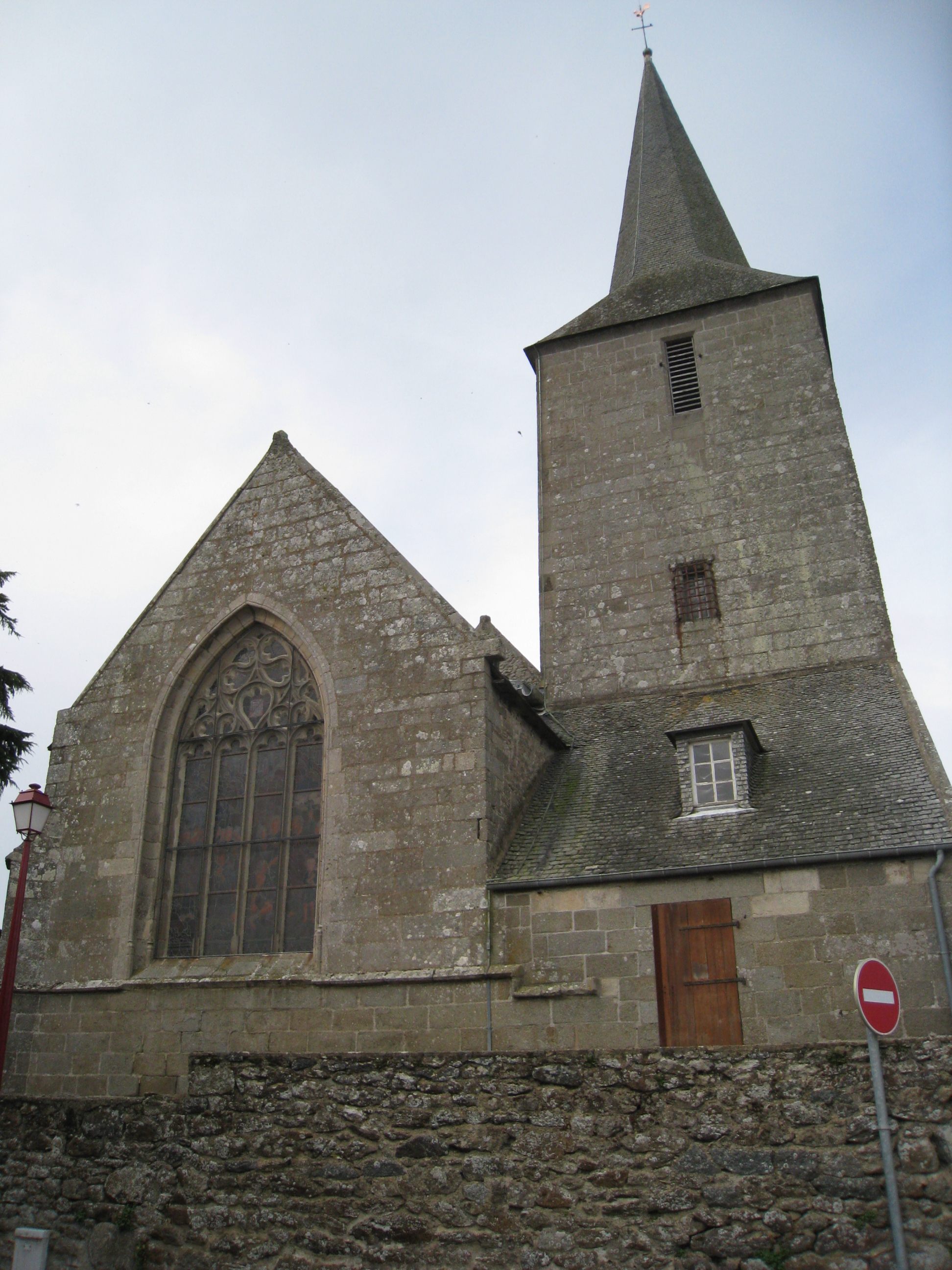
Façade est et clocher.
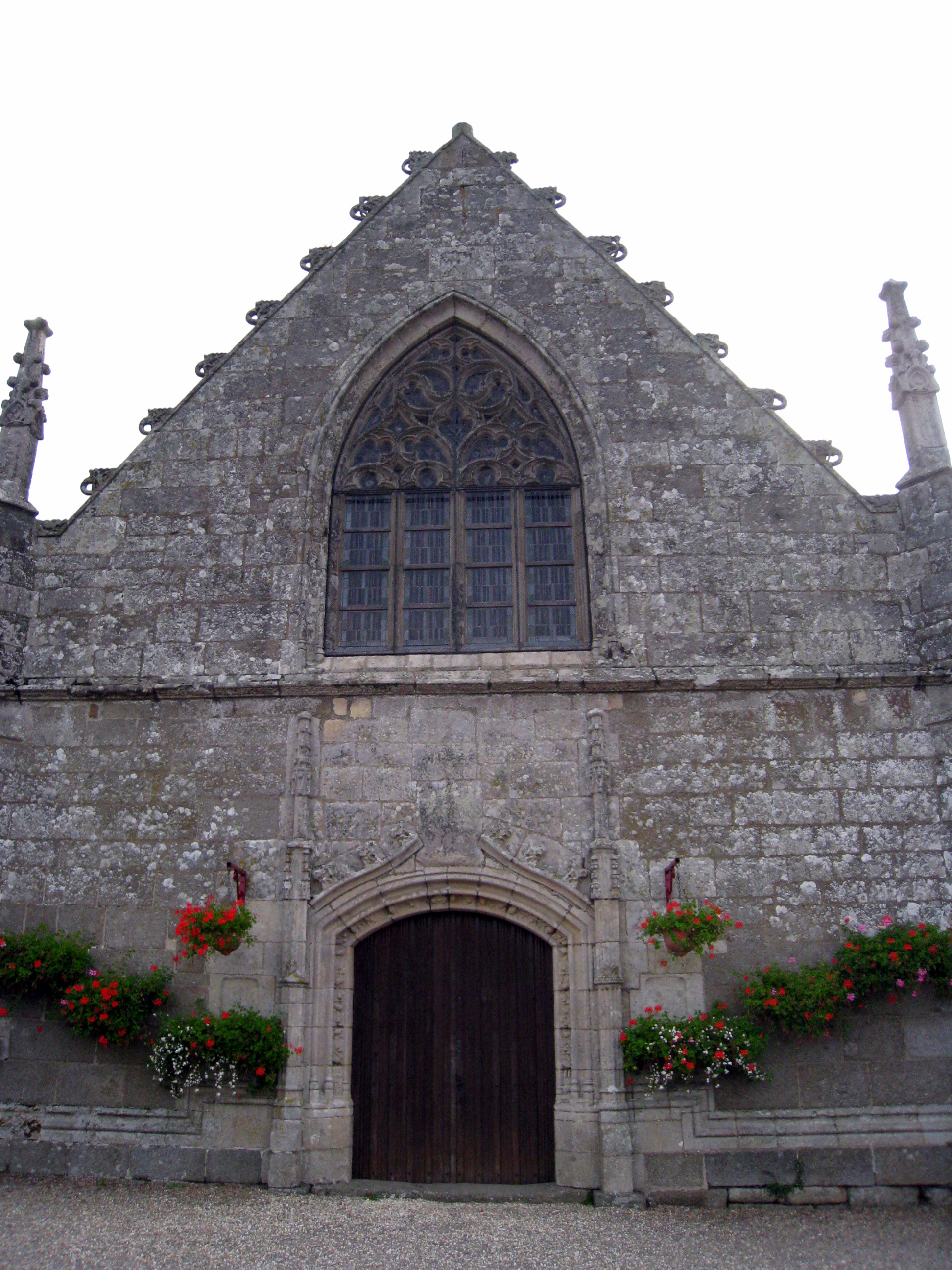
Façade Ouest.
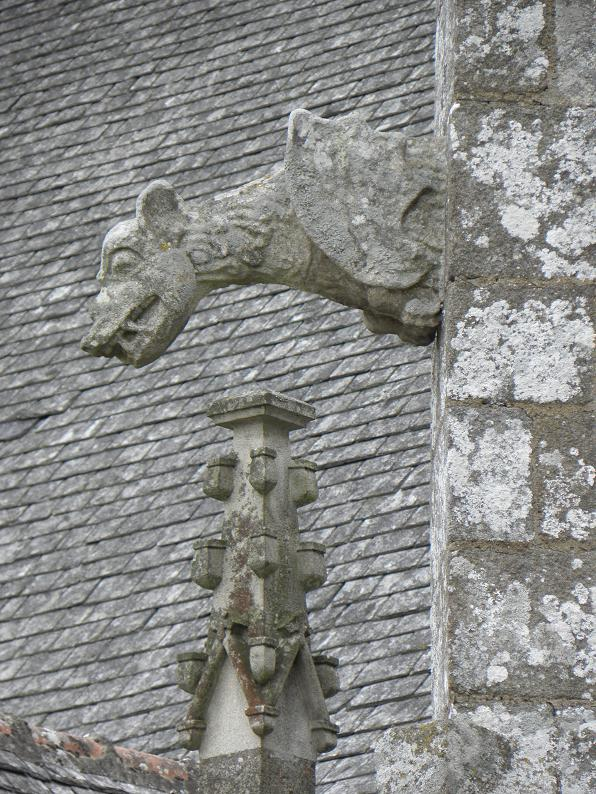
Crossette du contrefort d'angle ouest
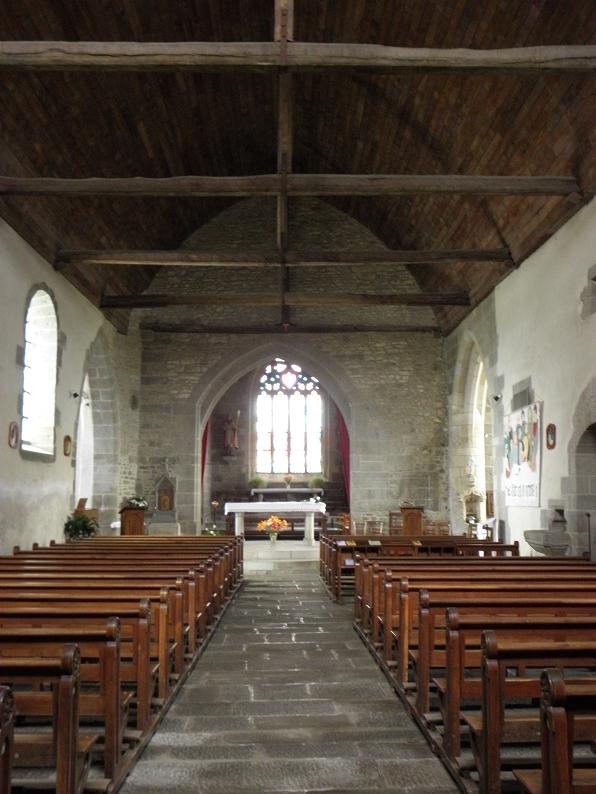
Intérieur de la nef
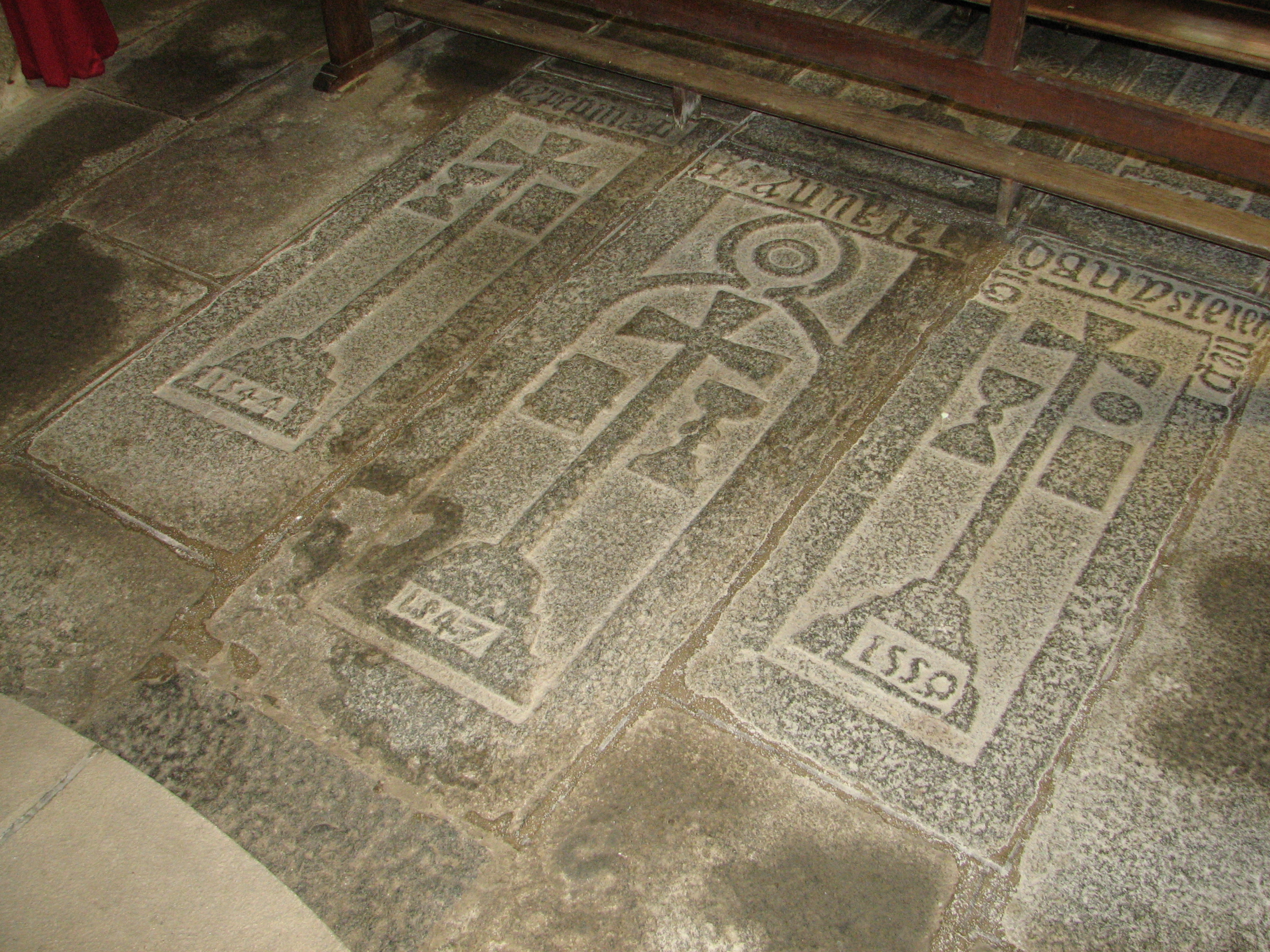
Dalles funéraires

## Protection
L'édifice est classé au titre des monuments historiques le 10 février 1913.

## Mobilier
- Trois statues représentant Saint Pierre, Saint Firmin (XVIIe siècle) et la Vierge (XVIIIe siècle).
- Deux confessionnaux du XVIIIe siècle  et du début du XIXe siècle.

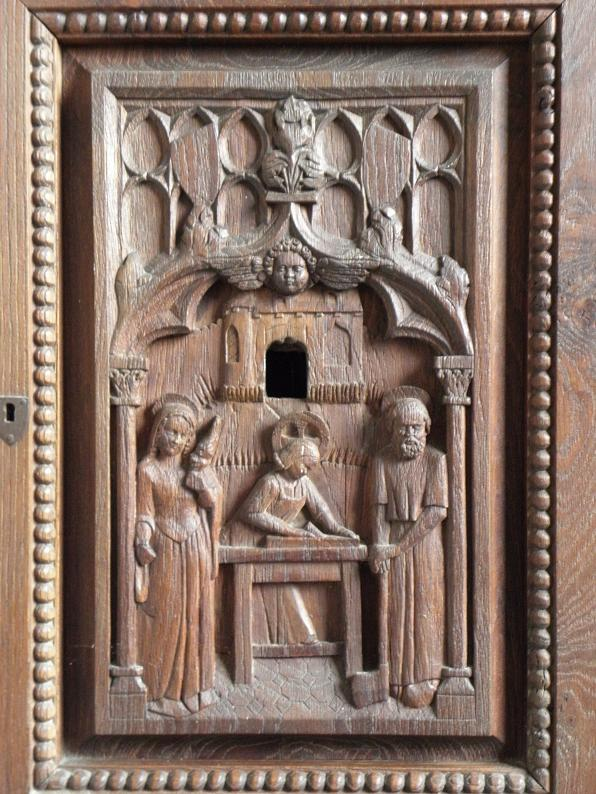
Porte du tabernacle
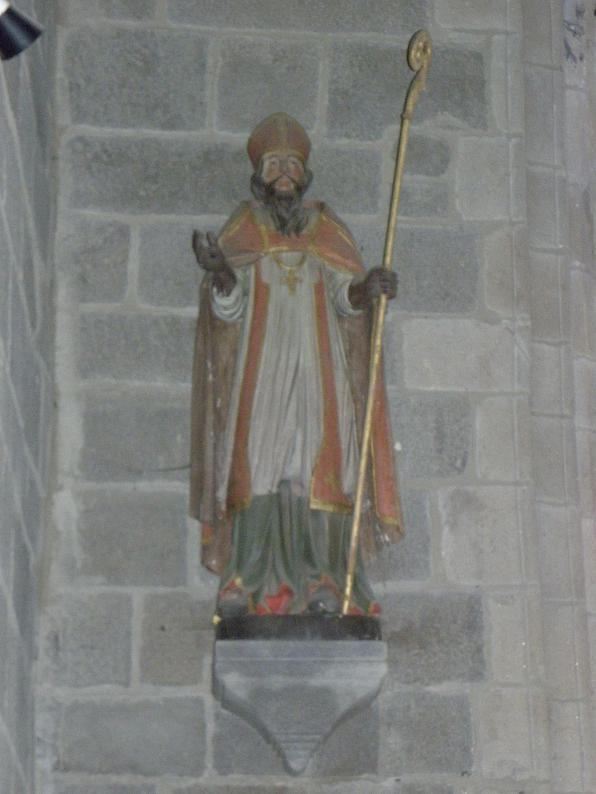
Statue de Saint-Firmin
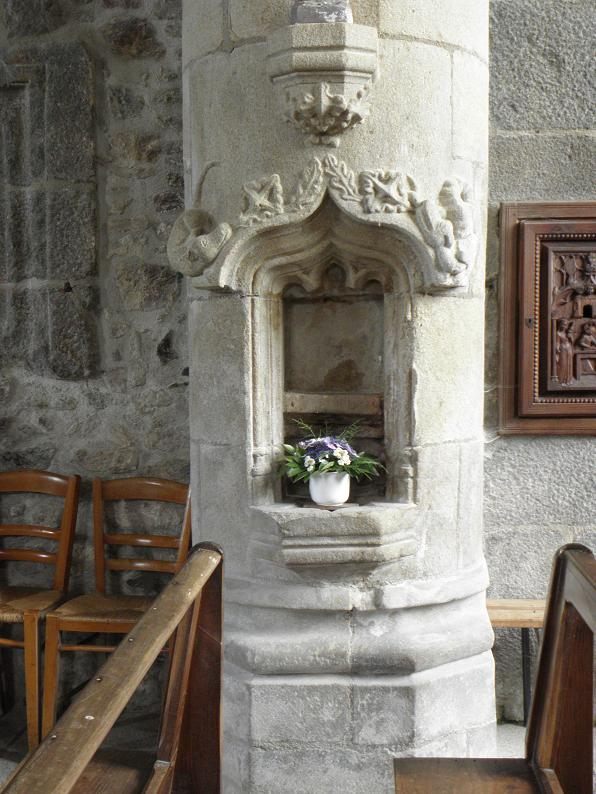
Crédence lavabo du croisillon sud
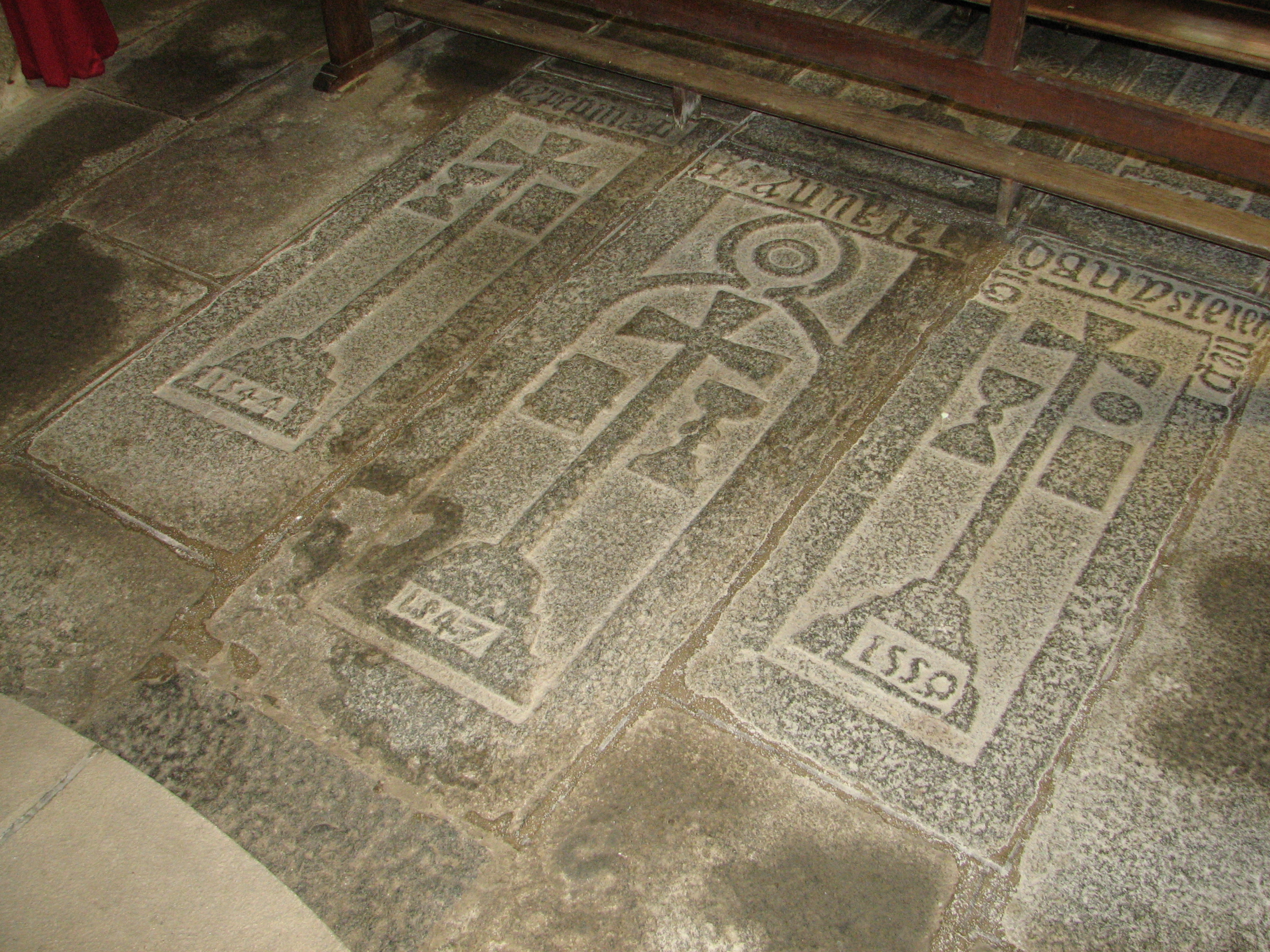
Dalles funéraires